# Rhyacophila confinium
Rhyacophila confinium är en nattsländeart som beskrevs av Lazar Botosaneanu 1957. Rhyacophila confinium ingår i släktet Rhyacophila och familjen rovnattsländor. Inga underarter finns listade i Catalogue of Life.